# Muhlbach-sur-Munster
Muhlbach-sur-Munster es una localidad y comuna francesa, situada en el departamento de Alto Rin, en la región de Alsacia.

## Demografía
| 746 | 770 | 728 | 668 | 631 | 725 |
| Para los censos de 1962 a 1999 la población legal corresponde a la población sin duplicidades (Fuente: INSEE [Consultar]) |     |     |     |     |     |